# Communauté de communes des Deux Sevi
Die Communauté de communes des Deux Sevi ist ein ehemaliger französischer Gemeindeverband mit der Rechtsform einer Communauté de communes im Département Corse-du-Sud in der Region Korsika. Sie wurde am 4. Januar 2014 gegründet und umfasste neun Gemeinden. Der Verwaltungssitz befand sich im Ort Cargèse.

## Historische Entwicklung
Mit Wirkung vom 1. Januar 2017 fusionierte der Gemeindeverband mit der Communauté de communes du Liamone und bildete so die Nachfolgeorganisation Communauté de communes de l’Ouest Corse.

## Ehemalige Mitgliedsgemeinden
1. Cargèse
2. Cristinacce
3. Évisa
4. Marignana
5. Osani
6. Ota
7. Partinello
8. Piana
9. Serriera